# Język niue
Język niue – język z grupy języków polinezyjskich, używany pierwotnie na wyspie Niue. Ma ok. 6 tys. użytkowników, z tego ponad tysiąc na Niue (2011), wielu także wśród emigrantów z Niue na Nowej Zelandii.
Język niue jest blisko spokrewniony z językiem tonga, z którym tworzy podgrupę tongijską języków polinezyjskich.
Dwa główne dialekty języka niue to:
- motu – starszy dialekt używany na wyspie
- tafiti – dialekt używany poza wyspą.